# Бин Тхуан (провинция)
Бин Тхуан (на виетнамски: Bình Thuận) е виетнамска провинция разположена в регион Донг Нам Бо. На север граничи с провинция Нин Тхуан, на юг с Ба Зя-Вунг Тау, на запад с провинциите Донг Най и Лам Донг, а на изток с Южнокитайско море. Населението е 1 230 400 жители (по приблизителна оценка за юли 2017 г.).

## Административно деление
Провинция Бин Тхуан се дели на един самостоятелен град-административен център Фан Тхиет, един град Ла Жи и осем окръга:
- Бак Бин
- Дук Лин
- Хам Тхуан Бак
- Хам Тхуан Нам
- Хам Тан
- Фу Куи
- Тан Лин
- Туи Фонг